# Amastris angulata
Amastris angulata är en insektsart som beskrevs av Broomfield 1976. Amastris angulata ingår i släktet Amastris och familjen hornstritar. Inga underarter finns listade i Catalogue of Life.